# Juan Manuel Oleiro
Juan Manuel Oleiro (La Plata, Buenos Aires, Argentina, 22 de agosto de 1988) es un futbolista argentino actualmente es jugador en el equipo Argentino de Quilmes.

## Trayectoria
Se inició a los 4 años en el Club Infantil de Gonnet, barrio de la ciudad de La Plata, donde salió campeón reiteradas veces. Luego, a los 13 años, se probó en Gimnasia y Esgrima de La Plata, quedando dentro de la institución, donde su abuelo iba a verlo recurrentemente, aunque no pudo llegar a primera división. Desde allí tuvo un paso fugaz por Unión San Felipe de Chile, donde estuvo tres meses y, al volver, pasó 6 meses en Quilmes y un año en Cambaceres. Con San Carlos ascendió al Nacional B, tras ello retornó a Cambaceres, donde conoció a Ricardo Kuzemka, perdiendo la final en busca del ascenso.
En la época en la que se encontraba libre, Oleiro se integró a un predio de jugadores libres, con quienes realizó una escalada por Turquía y China, el cual duró 30 días. Hicieron amistosos con distintos clubes. Entre ellos enfrentó al Shanghái que era dirigido por Sergio Batista y le tocó marcar al internacional francés Nicolas Anelka.

## Clubes
| Club                     | País      | Año           |
| ------------------------ | --------- | ------------- |
| Defensores de Cambaceres | Argentina | 2010-2011     |
| Villa San Carlos         | Argentina | 2012          |
| Defensores de Cambaceres | Argentina | 2013-2014     |
| Guillermo Brown          | Argentina | 2014-presente |